# Suite for violin og piano opus 37
Suite for violin og piano (Noors voor Suite voor viool en piano) is een compositie van Eyvind Alnæs. Het is net als zijn voorganger een buitenbeentje in het oeuvre van Alnæs, die toch voornamelijk liederenbundels uitgaf dan wel werken voor orkest schreef. 
De suite bevat de volgende delen:
1. Allegro moderato
2. Scherzo: Allegro
3. Serenate: poco Allegretto grazioso
4. Intermezzo: Andante semplice
5. Alla marcia.